# Gmach dawnego Domu Partii w Warszawie
Gmach dawnego Domu Partii, także Dom Partii i gmach KC PZPR, zwyczajowo Biały Dom, obecnie Centrum Bankowo-Finansowe „Nowy Świat” – budynek biurowy w Warszawie, znajdujący się przy rondzie Charles’a de Gaulle’a, pod adresem ul. Nowy Świat 6/12. W latach 1951−1990 siedziba Komitetu Centralnego Polskiej Zjednoczonej Partii Robotniczej.

## Opis

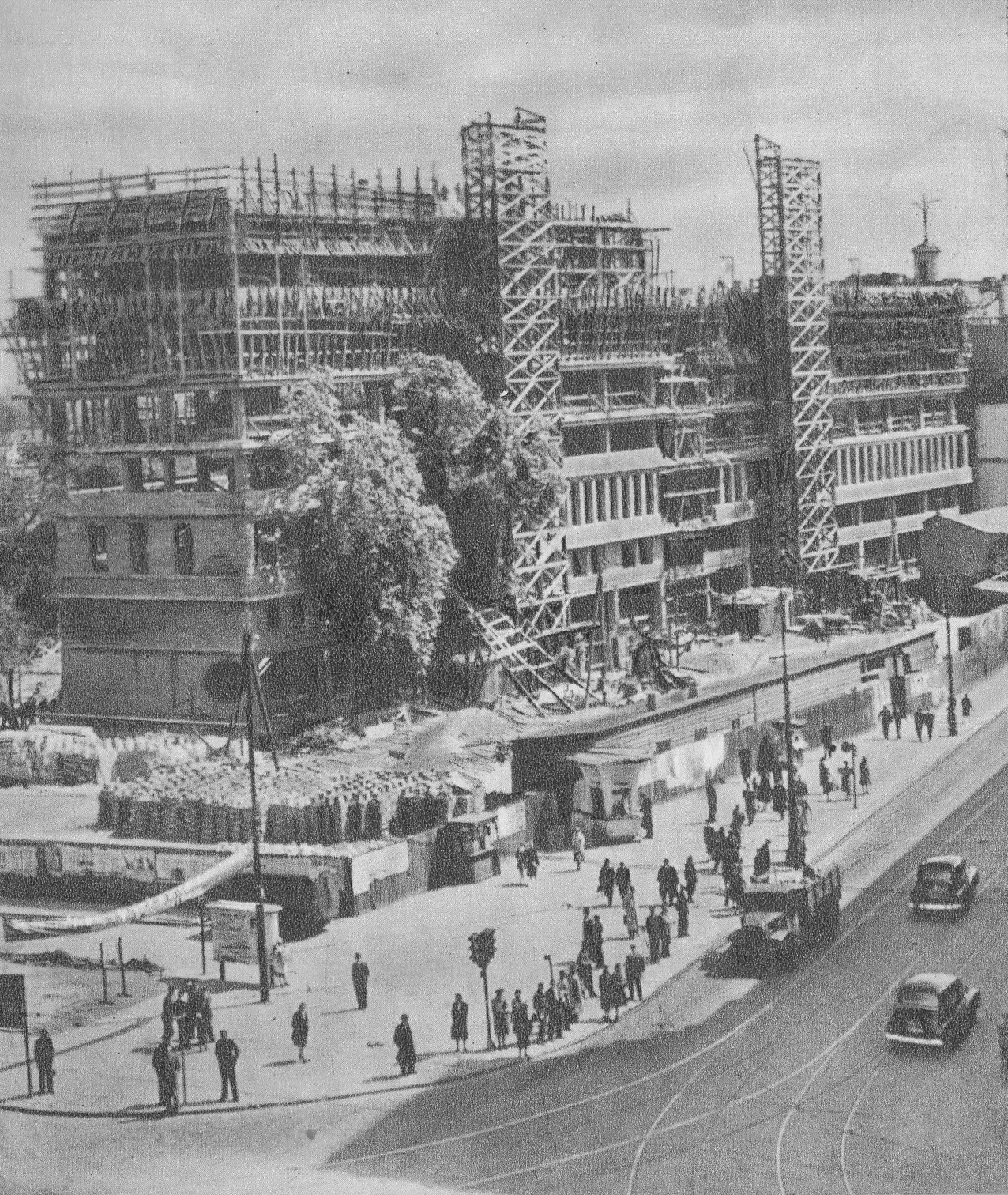
Budowa gmachu (1949)

Do lat 40. XX wieku w tym miejscu, pod adresem ul. Nowy Świat 14, znajdowała się kamienica Jasińskiego, w której w latach 1827–1918 miała siedzibę Izby Obrachunkowa, w latach 1915–1918 niemiecka Kolej Przewozów Wojskowych, Dyrekcji Generalnej Warszawa (Militäreisenbahn – Generaldirektion Warschau), a w latach 1918–1939 Ministerstwo Komunikacji, choć w 1931 główną siedzibę resortu przeniesiono na ul. Chałubińskiego 4/6.
W 1947 roku rozpisano konkurs architektoniczny dla Komitetu Centralnego Polskiej Partii Robotniczej. W tym samym roku spośród 10 zaproszonych zespołów wybrano projekt zespołu „Tygrysów” (Wacław Kłyszewski, Jerzy Mokrzyński i Eugeniusz Wierzbicki). Budowę rozpoczęto w lipcu 1948.
Budynek oddano do użytku 1 maja 1951 jako Dom Partii (siedziba Komitetu Centralnego Polskiej Zjednoczonej Partii Robotniczej). Od tego dnia do nowego gmachu sukcesywnie zaczęły się przenosić kolejne wydziały PZPR, jednak wciąż trwały w nim prace wykończeniowe. Ostateczne przekazanie do eksploatacji całości budynku nastąpiło na początku sierpnia 1952. Zbudowany został oficjalnie ze składek członków partii; tak naprawdę koszty pokryto z kasy państwa i z wymuszonych zakupów cegiełek. Do budowy wykorzystano m.in. granit ze zniszczonego mauzoleum Hindenburga.
Monumentalny gmach w stylu umiarkowanego modernizm ma kształt zamkniętego czworoboku z dużym wewnętrznym dziedzińcem, łączącym się w przyziemiu szerokimi podcieniami z otwartą przestrzenią. Główna elewacja gmachu została zaprojektowana od strony ul. Książęcej.
W latach 1991–2000 w budynku miała siedzibę Giełda Papierów Wartościowych, która później przeniosła się do Centrum Giełdowego. 16 kwietnia 1991 odbyła się tam pierwsza sesja giełdowa. Na mocy decyzji premiera Tadeusza Mazowieckiego z lipca 1990 środki z wynajmu zostały przeznaczone na budowę nowej Biblioteki Uniwersytetu Warszawskiego.
Właścicielem budynku jest Centrum Bankowo-Finansowe „Nowy Świat” S.A., której udziałowcami są Polska Grupa Zbrojeniowa oraz Fundacja Uniwersytetu Warszawskiego.
W maju 2005 przed budynkiem odsłonięto pomnik Charles’a de Gaulle’a. W 2009 budynek został wpisany do rejestru zabytków.
Do 2019 na parterze budynku znajdował się salon sprzedaży samochodów marki Ferrari. Do 2020 w budynku miało swoją siedzibę Ministerstwo Gospodarki Morskiej i Żeglugi Śródlądowej.